# Oleg Makarevitch
Oleg Léontievitch Makarevitch (en russe : Олег Леонтьевич Макаревич), né le 30 décembre 1962 à Kouznetsk est un officier général russe.

## Biographie
En 2019 il est nommé Chef d'état-major adjoint des forces armées de la fédération de Russie.
Lors de l'Invasion de l'Ukraine par la Russie il fut nommé colonel-général le 17 février 2023 puis en avril commandant du groupe Dniepr dans la région de Kherson.